# Jiří Vavřina
Jiří Vavřina (* 4. listopadu 1944 Pardubice) je český malíř a grafik působící v Hradci Králové.

## Život
Jiří Vavřina se narodil ve východočeských Pardubicích. V letech 1961–1965 absolvoval výstavnictví na střední uměleckoprůmyslové škole v Brně a v roce 1975 se přestěhoval do Hradce Králové, kde trvale zakotvil. Jeho žena pochází z Nové Paky.
V letech 1974–1997 uspořádal přibližně 60 samostatných výstav v různých českých a moravských městech, včetně Prahy, Brna, Hradce Králové, Liberce, Olomouce, Svitav, Pardubic či Havlíčkova Brodu. Celkově uspořádal přes 90 výstav. Pravidelně se účastní i kolektivních výstav, salonů a charitativních akcí. U příležitosti jeho 65. narozenin proběhla výstava v knihovně v Nové Pace.
V Muzeu východních Čech v Hradci Králové měl výstavy obrazů v letech 1997, 2014 a 2024/2025. Výstava v roce 2024 byla uspořádána u příležitosti 80. narozenin umělce.

## Tvorba
Jiří Vavřina se věnuje užité grafice a realizacím v architektuře. Jeho tvorba je nezaměnitelná díky typické figurální kompozici a výraznému barevnému akcentu a citu pro detail vytvářející dojem renesanční malby. Jeho styl je označován za imaginativní a navazuje na historizující malby. V jeho malbách má hlavní roli figura, situovaná zpravidla do imaginárních tajemných prostředí s prvky snění. Tyto práce ozvláštňuje kresebná zdatnost a vytříbená technika olejomalby.
Ve své volné tvorbě se zaměřuje na malování scén inspirovaných cirkusy, kouzelníky, pohádkami a mytologickými příběhy. Využitá tematika je však mnohem bohatší, byť v ní dominuje několik námětových druhů – např. pouťoví kejklíři, postavy z commedia dell arte a světa divadla, ženy období secese, pestré efektní masky benátských karnevalů, létající koráby či vznešené dámy a jejich šlechtičtí kavalíři z doby baroka. Inspiraci našel také mezi biblickými osobnostmi a výjevy Starého zákona – např. Rajská zahrada, Zkáza Sodomy, Putifarka svádí Davida, Zlatý býček, David a Goliáš, Královna ze Sáby před Šalamounem, Jonáš v tlamě velryby.
Kromě malby na plátně využívá též malby na zbrojích a předmětech denní potřeby.
Jiří Vavřina je členem Unie výtvarných umělců v Hradci Králové.

### Galerie z výstavy Panoptikum, Muzeum východních Čech (2024)

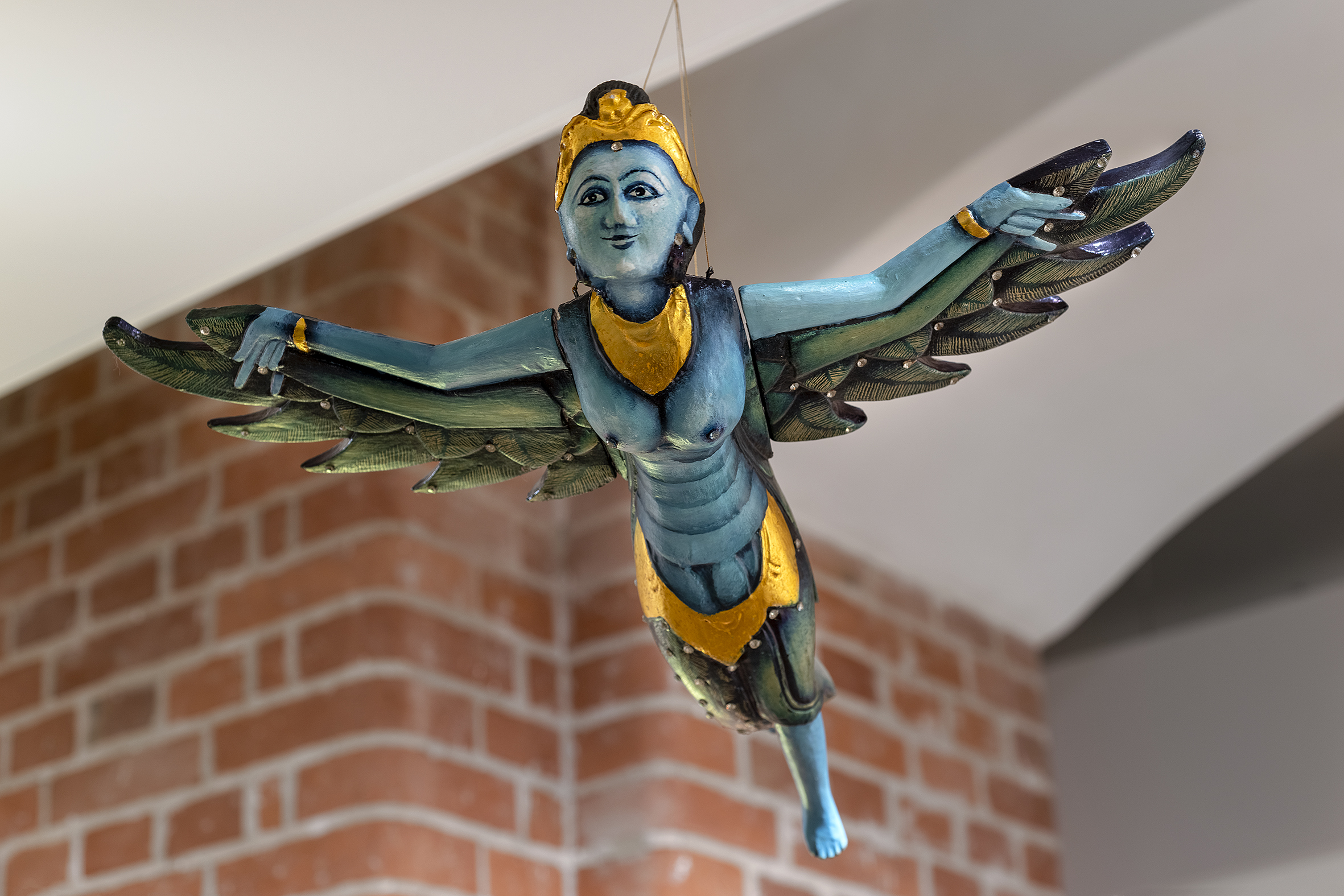
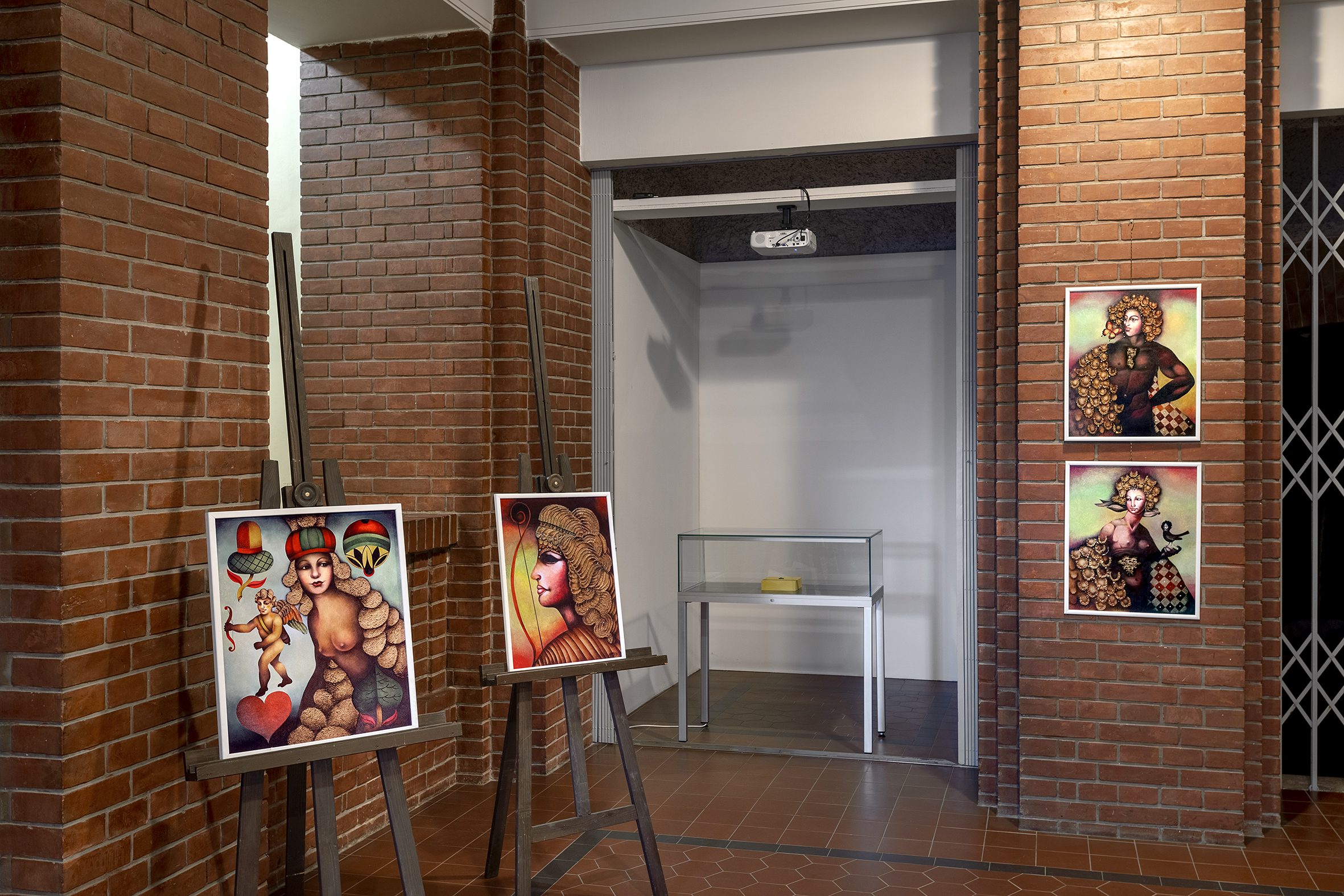
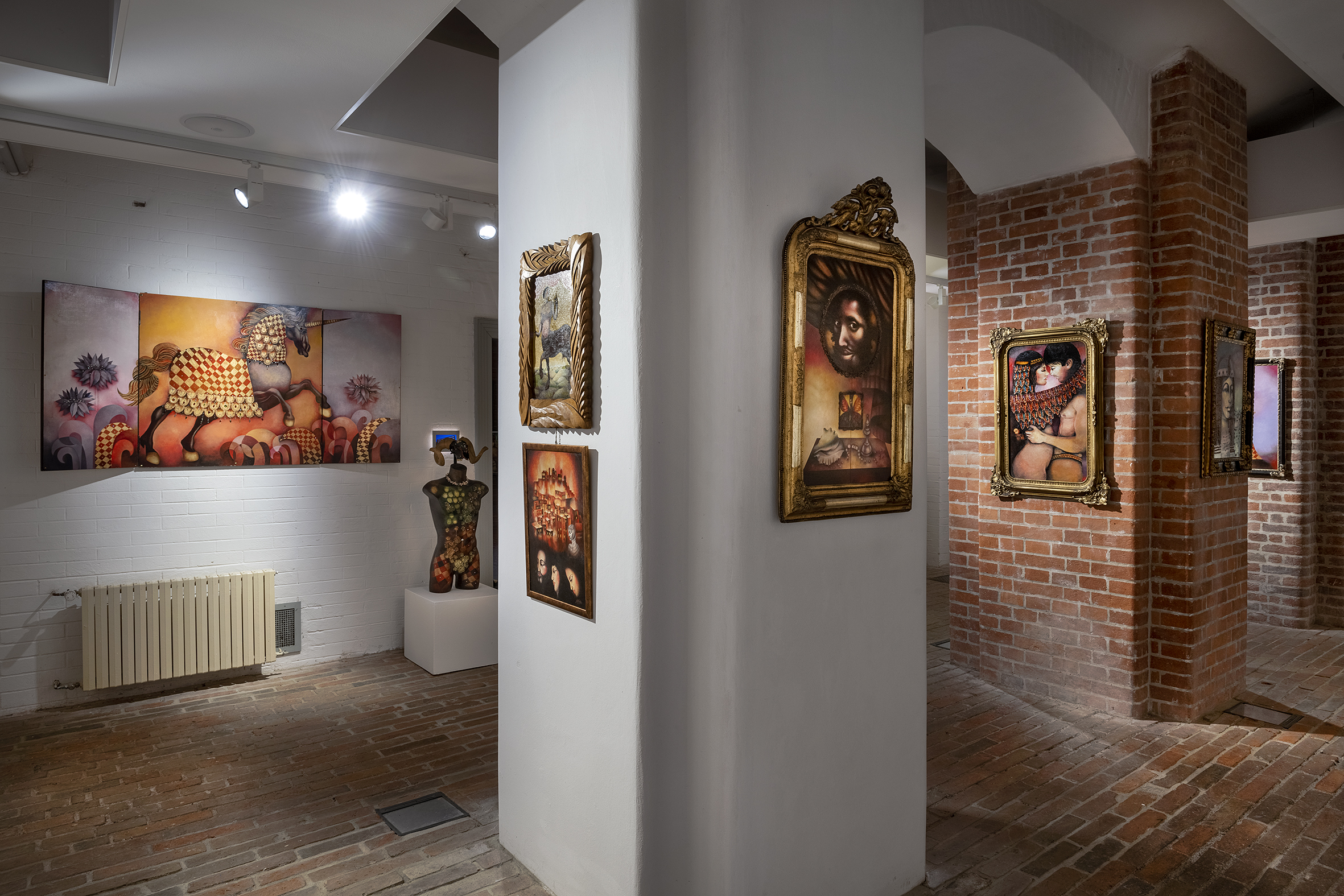
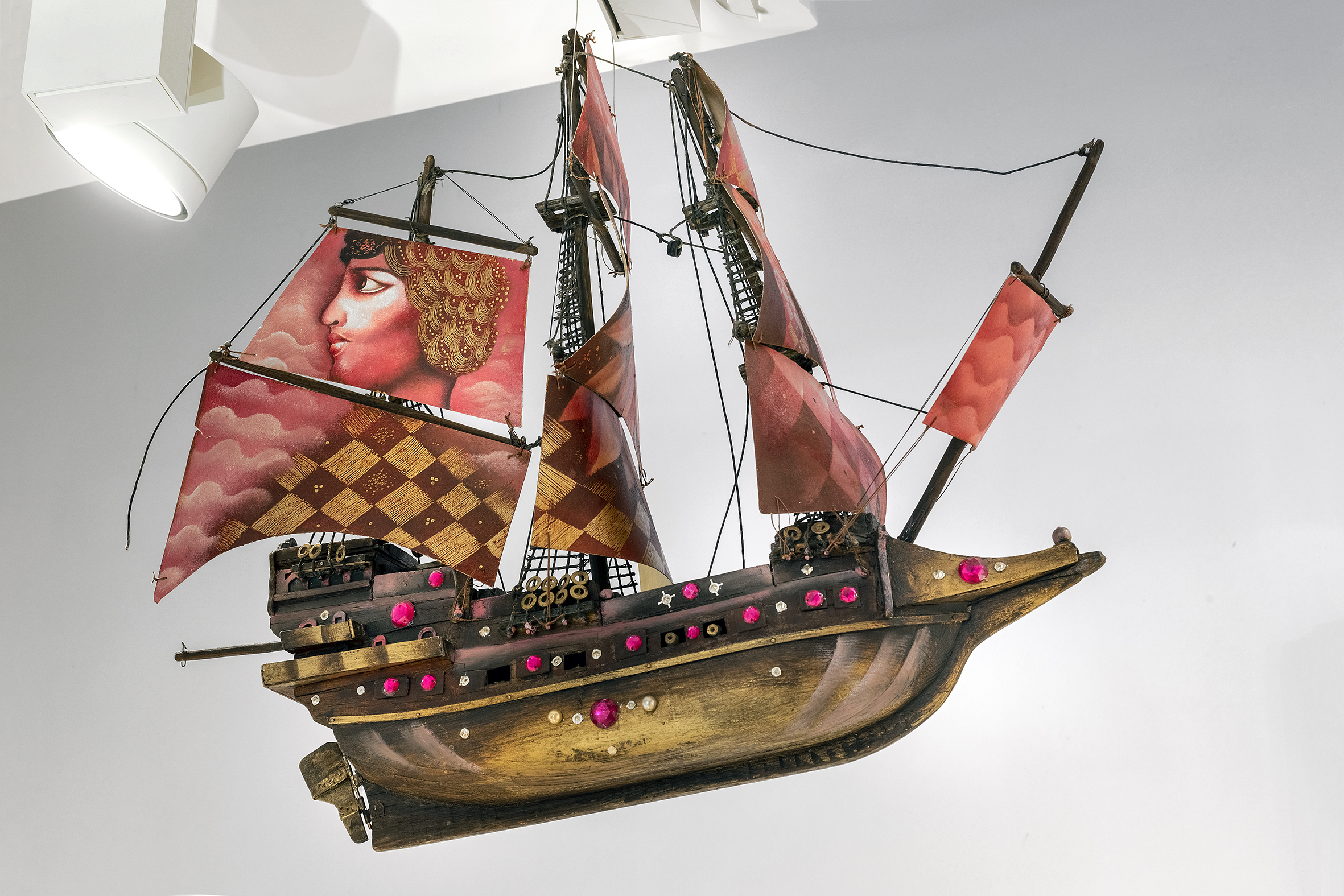